# Бристол 123
Бристол 123 (енгл. Bristol 123) је ловачки авион направљен у Уједињеном Краљевству. Авион је први пут полетео 1934. године. 

Празан авион је имао масу од 1497 килограма. Нормална полетна маса износила је око 2149 килограма.

## Наоружање
| Наоружање авиона: Бристол 123  |          |
| Ватрено (стрељачко) наоружање  |          |
| Топ                            |          |
| Митраљез                       |          |
| Број и ознака митраљеза        | 4 Викерс |
| Калибар                        | 7,7      |
| Бомбардерско наоружање (бомбе) |          |
| Ракетно наоружање (ракете)     |          |